# Dasmo & Mania Music
Dasmo & Mania Music sind ein deutsches Musikproduzenten- und Songwriterduo aus Berlin bestehend aus Daniel Großmann und Matthias Mania.
Ihre Handschrift tragen mit Gold und Platin ausgezeichnete Produktionen und Kompositionen von Moby, Marteria, Bausa, Scooter, Olly Murs, Lea, Finch, Johannes Oerding, Kontra K, Disarstar, Balbina, Alexa Feser oder Glasperlenspiel.

## Werdegang
Seit 2012 betreiben Dasmo & Mania Music ein gemeinsames Tonstudio in Berlin-Kreuzberg. Neben ihren Arbeiten mit nationalen und internationalen Künstlern, kamen Musiken der beiden Produzenten in Werbungen und Filmen zum Einsatz. So hat das Duo z. B. die Filmmusik für den Netflix Film Freaks (2020) komponiert und produziert.
In ihren Produktionen verbinden die Multiinstrumentalisten Dasmo & Mania organische Instrumente und Sounds mit programmierten Drum- und Synthesizerelementen.

## Diskographie (Auswahl)

### Alben
- Alexa Feser - Liebe 404 (2022)
- Finch - Rummelbums (2022)
- Nachricht von Mama - (Sat 1 Serie Filmmusik) (2022)
- Finch - Kassenhäuschen Ep (2021)
- Disarstar – Klassenkampf und Kitsch (2020)
- Finch – Finchis Love Tape (2020)
- Freaks – (Netflix Filmmusik) (2020)
- Alexa Feser – A! (2019)
- Disarstar – Bohemien (2019)
- Club der roten Bänder – (Filmmusik) (2019)
- Finch – Dorfdisko (2019)
- Glasperlenspiel – Licht und Schatten (2018)
- Alina[9] – Die Einzige (2017)
- Kontra K Labyrinth (2016)
- Lea – Vakuum (2016)
- Kontra K – Aus dem Schatten ins Licht (2015)
- Balbina – Über das Grübeln (2015)
- Hagen Stoll – Talisman (2014)
- Marcus Wiebusch – Konfetti (2014)
- Kontra K – Wölfe (2014)
- Balbina – Nichtstun EP (2014)
- Marcus Wiebusch – Konfetti
- Vega – Nero (2013)
- Lerchenberg – ZDF Filmmusik (2013/2015)
- Ivy Quainoo – Wildfires (2013)
- Glasperlenspiel – Beweg dich mit mir (2011)
- Max Mutzke – Homework Soul (2010)
- Marteria – Base Ventura (2007)

### Singles
- Finch, Katja Krasavice & Luca-Dante Spadafora feat. Niklas Dee – One Night Stand (2024)
- Finch & Matthias Reim – Pech & Schwefel (2023)
- Finch – Hold Me Now (2022)
- Finch, SDP – Liebe ist … (2022)
- Finch, Alligatoah – Keine bösen Wörter (2021)
- Finch  – Frohe Weihnachten (2020)
- Scooter x Finch – Die Bassdrum bleibt (2020)
- Glasperlenspiel – Immer da (2020)
- Disarstar – All die Jahre (2020)
- Disarstar – Dystopia (2020)
- Disarstar – Situationen (2020)
- Finch – Lass mich wie ich’s mag (2020)
- Finch (feat. Little Big) – Rave Religion (2020)
- Knossi – Alge (2020)
- Bausa – Mary (2019)
- CZYK – Kumpels (2019)
- Alexa Feser – Gold reden (2019)
- Alexa Feser – Mut (2019)
- Alexa Feser – 1A (2019)
- Alexa Feser – Tempelhofer Feld (2019)
- Finch – Finchiboy (2019)
- Finch – Mahlzeit (2019)
- Finch – 1990 (2019)
- Finch – Plattenbauromantik II (2019)
- Disarstar – Nike’s und McDonald’s (2019)
- Disarstar – Alice im Wunderland (2019)
- Disarstar – Robocop (2019)
- Disarstar – Hoffnung & Melancholie (2019)
- Glasperlenspiel – Schloss (2018)
- Finch – Abfahrt (2018)
- Finch – 601 (2018)
- Finch – Richtiger saufen (2018)
- Gestört aber geil – Wohin willst du (2017)
- Alina – Die Einzige (2017)
- Alina – Immer wenn es weh tut (2017)
- Alina – Nie vergessen (2017)
- Alina – Stadt aus Gold (2017)
- Kontra K – Ikarus (2016)
- Kontra K – An deiner Seite (2016)
- Kontra K – Wie könnt ich (2016)
- Lea – Schwerelos (2016)
- Lea – Dach (2016)
- The Baseballs – Like a champion (2016)
- Kontra K – Erfolg ist kein Glück (2015)
- Kontra K – Atme den Regen (2015)
- Kontra K – Wölfe (2014)
- Hagen Stoll – Schieb den Blues (2014)
- Hagen Stoll – Mo money mo problems (2014)
- Balbina – Seife (2014)
- Johannes Oerding – Nichts geht mehr Single Version (2013)
- Olly Murs – Dear Darlin’ Radio Mix (2012)
- Glasperlenspiel – Ich bin ich (2011)
- Keb Mo – Inside outside Radio Mix (2011)
- Moby – Disco lies Radio Mix (2008)